# Pod ėlektričeskimi oblakami
Pod ėlektričeskimi oblakami (in russo Под электрическими облаками?), noto anche col titolo internazionale Under Electric Clouds, è un film del 2015 diretto da Aleksej Alekseevič German.
È stato presentato in concorso al 68º Festival di Berlino e fuori concorso al 33° Torino Film Festival.

## Riconoscimenti
- 2015 - Festival internazionale del cinema di Berlino
  - Orso d'argento per il miglior contributo artistico (fotografia) a Serhiy Mychal'čuk ed Evgenij Privin